# انارستان (طارم)
انارستان یک روستا در ایران است که در استان زنجان شهرستان طارم دهستان گیلوان واقع شده‌است. زبان این روستا ترکی آذربایجانی است. انارستان ۵۰۰ نفر جمعیت دارد.

## انارستان در فرهنگ جغرافیایی ایران
ده جزء دهستان طارم علیای بخش سیردان شهرستان زنجان.
۳۵ کیلومتری شمال باختری سیردان، کوهستانی، سردسیر. سکنه ۱۴۴نفر-شیعه-تُرکی.
رودخانه چرزه. غلات، پنبه، ماش، گردو و انار - شغل زراعت راه مالرو.